# Psarocolius
A Psarocolius a madarak osztályának verébalakúak (Passeriformes) rendjébe és a csirögefélék (Icteridae) családjába tartozó nem.

## Rendszerezés
A nemet Johann Georg Wagler írta le 1827, jelenleg az alábbi 9 faj tartozik:
- barnafejű zacskósmadár (Psarocolius wagleri)
- barnáshátú zacskósmadár (Psarocolius angustifrons)
- olajzöld zacskósmadár (Psarocolius atrovirens)
- kontyos zacskómadár (Psarocolius decumanus)
- zöld zacskómadár (Psarocolius viridis)
- amazóniai zacskómadár (Psarocolius bifasciatus)
- Montezuma-zacskósmadár (Psarocolius montezuma)
- fekete zacskómadár (Psarocolius guatimozinus)
- bordóhátú zacskósmadár (Psarocolius cassini)

## Előfordulásuk
Mexikó, Közép-Amerika és Dél-Amerika a területén honosak.